# Thảm họa mỏ than Kostenko
Sáng ngày 28 tháng 10 năm 2023, một vụ hỏa hoạn đã bùng phát tại mỏ Kostenko ở tỉnh Karaganda của Kazakhstan. Vụ hỏa hoạn đã khiến 45 người thợ mỏ thiệt mạng, còn 4 người thợ mỏ khác mất tích vẫn đang được tìm kiếm. 20 người bị thương. Người ta cho rằng nguyên nhân vụ hỏa hoạn là do vụ nổ khí mê tan ở dưới lòng đất. Tổng thống Kazakhstan, Kassym-Jomart Tokayev, đã ra lệnh dừng tất cả các khoản đầu tư đối với công ty ArcelorMittal Temirtau, đơn vị sở hữu mỏ than này. ngày 29 tháng 10 đã được công bố là ngày quốc tang ở Kazakhstan.